# Ninia celata
Espèce
Statut de conservation UICN

 NT  : Quasi menacé
Ninia celata  est une espèce de serpents de la famille des Dipsadidae.

## Répartition
Cette espèce se rencontre entre 800 et 1 600 m d'altitude :
- au Costa Rica dans la province d'Alajuela ;
- dans l'ouest du Panama sur le versant Nord du Cerro Pando.

## Publication originale
- Mccranie & Wilson, 1995 : Two new species of Colubrid snakes of the genus Ninia from central America. Journal of Herpetology, vol. 29, no 2, p. 224-232.